# シロツノミツスイ
シロツノミツスイ（Notiomystis cincta）は、鳥綱スズメ目シロツノミツスイ科シロツノミツスイ属に分類される鳥類。本種のみでシロツノミツスイ科シロツノミツスイ属を構成する。

## 系統分類学
発見時から最近までオーストラリアからニューギニア、ニュージーランドにかけて生息するミツスイ科に分類されていた。2007年、遺伝子解析の結果ホオダレムクドリ科により近縁なことが分かったが他のホオダレムクドリ科の種との分岐は漸新世(3380万年前)と大変古い事が分かったのでホオダレムクドリ科の姉妹群として新しく設立されたシロツノミツスイ科に分類された。

## 分布

分布

ニュージーランド（リトル・バリア島）固有種

## 形態
全長オス19センチメートル、メス18センチメートル。下面の羽衣は淡褐色。眼後部に白い羽毛が伸長し、角のように見える事が和名の由来。尾羽は褐色。翼は褐色で、白い斑紋が入る。
オスは頭部から胸部にかけての羽衣が黒、肩から胸部にかけての羽衣が黄色。メスは上面の羽衣が褐色で、角状の羽毛がない個体もいる。

## 生態
森林に生息する。エリマキミツスイやニュージーランドミツスイと混群を形成することもある。
食性は植物食傾向の強い雑食で、主に花の蜜、果実を食べるが、昆虫なども食べる。
繁殖形態は卵生。地上3-18メートルの樹洞に巣を作り、9-翌4月に3-5個の卵を産む。メスのみが抱卵し、抱卵期間は約15日。雌雄共に育雛を行い、雛は孵化してから28-34日で巣立つ。

## 人間との関係
人為的に移入された動物（ノネコ、オコジョ、ネズミなど）による捕食、ヨーロッパ産のスズメ目の鳥類が由来と考えられている感染症の蔓延などにより生息数は激減した。17世紀には北島や周辺の島嶼にも分布していたが、1885年にリトル・バリア島の個体群を除いて絶滅した。外敵の駆除などの対策が行われ、1980年以降はカビティ島、キュヴィエ島、ティリティリ・マタンギ島、ヘン島、モコイア島への放鳥が進められている。